# Edward Stratford
Edward Augustus Stratford (1736 - 2 janvier 1801), est un pair irlandais, homme politique whig. Il siège à la Chambre des communes irlandaise entre 1759 et 1777 et à la Chambre des communes britannique de 1774 à 1775.

## Biographie
Il est le fils aîné de John Stratford (1er comte d'Aldborough) et de son épouse Martha O'Neale, fille du vénérable Benjamin O'Neale, archidiacre de Leighlin . Descendant de la maison anglaise de Stratford  son frère cadet est Benjamin Stratford (4e comte d'Aldborough) . En 1777, il succède à son père comme comte et la même année, il obtient un doctorat en droit civil de l'Université d'Oxford . Il a construit Stratford Place à Londres et Aldborough House à Dublin .
En 1759, il entre à la Chambre des communes irlandaise pour Baltinglass, la circonscription que son père représentait également, et siège jusqu'en 1768. Il est réélu pour Baltinglass à nouveau de 1775 à 1777. En 1774, il est élu à la Chambre des communes britannique pour Taunton  mais ne siège pas pour des accusations de corruption. Il est nommé membre de la Royal Society en mai 1777  et est devenu gouverneur du comté de Wicklow l'année suivante.

## Famille
Le 29 juillet 1765, il épouse Barbara Herbert, fille de Nicholas Herbert, un fils cadet de Thomas Herbert (8e comte de Pembroke), à St George's Hanover Square . Elle est morte d'apoplexie en 1785, et Stratford a épousé en secondes noces l'hon. Anne Elizabeth Henniker, fille unique de John Henniker (1er baron Henniker) à Grosvenor Square le 24 mai 1787. Stratford est décédé à Belan House dans le comté de Kildare, sans enfant, et est enterré à l' église St Thomas, à Dublin. Son frère cadet John Stratford (3e comte d'Aldborough) lui succède.

## Stratford House
La maison londonienne d'Edward, Stratford Place, est construite entre 1770 et 1776. Il a payé 4 000 £ pour le site. La partie centrale de Stratford House est conçue par Robert Adam et elle a précédemment été l'emplacement de la maison de banquet du maire de Londres, construite en 1565. Plusieurs personnes importantes y ont séjourné, dont les fils du tsar de Russie, et l'épouse de Sir Winston Churchill y est née. La maison jusqu'en 1832 appartient aux Wingfield Stratford qui l'ont héritée du testament d'Edward . Il appartient brièvement au grand-duc Nicolas Nikolaevitch, fils du tsar Nicolas Ier de Russie. La maison est peu modifiée jusqu'en 1894, lorsque son propriétaire d'alors, M. Murray Guthrie, ajoute un deuxième étage aux ailes est et ouest et une colonnade à l'avant. En 1903, un nouveau propriétaire, le politicien libéral Sir Edward Colebrook, plus tard Lord Colebrooke, reconstruit la bibliothèque sur un plan d'Adam. En 1908, Lord Derby achète un bail et entreprend d'autres modifications, supprimant la colonnade et ajoutant un troisième étage aux deux ailes. Il a sorti l'escalier bifurqué d'origine (en le remplaçant par un autre moins élégant), a démoli les écuries et construit une salle de banquet avec une grande salle de bal au-dessus.
En 1960, la maison est achetée par l'Oriental Club et convertie dans son état actuel. La salle de bal est transformée en deux étages de nouvelles chambres, de nouveaux ascenseurs sont ajoutés et la salle de banquet est divisée en une salle à manger et d'autres pièces.
Stratford House est un bâtiment classé Grade I .